# Zuiderhoofd (Westkapelle)

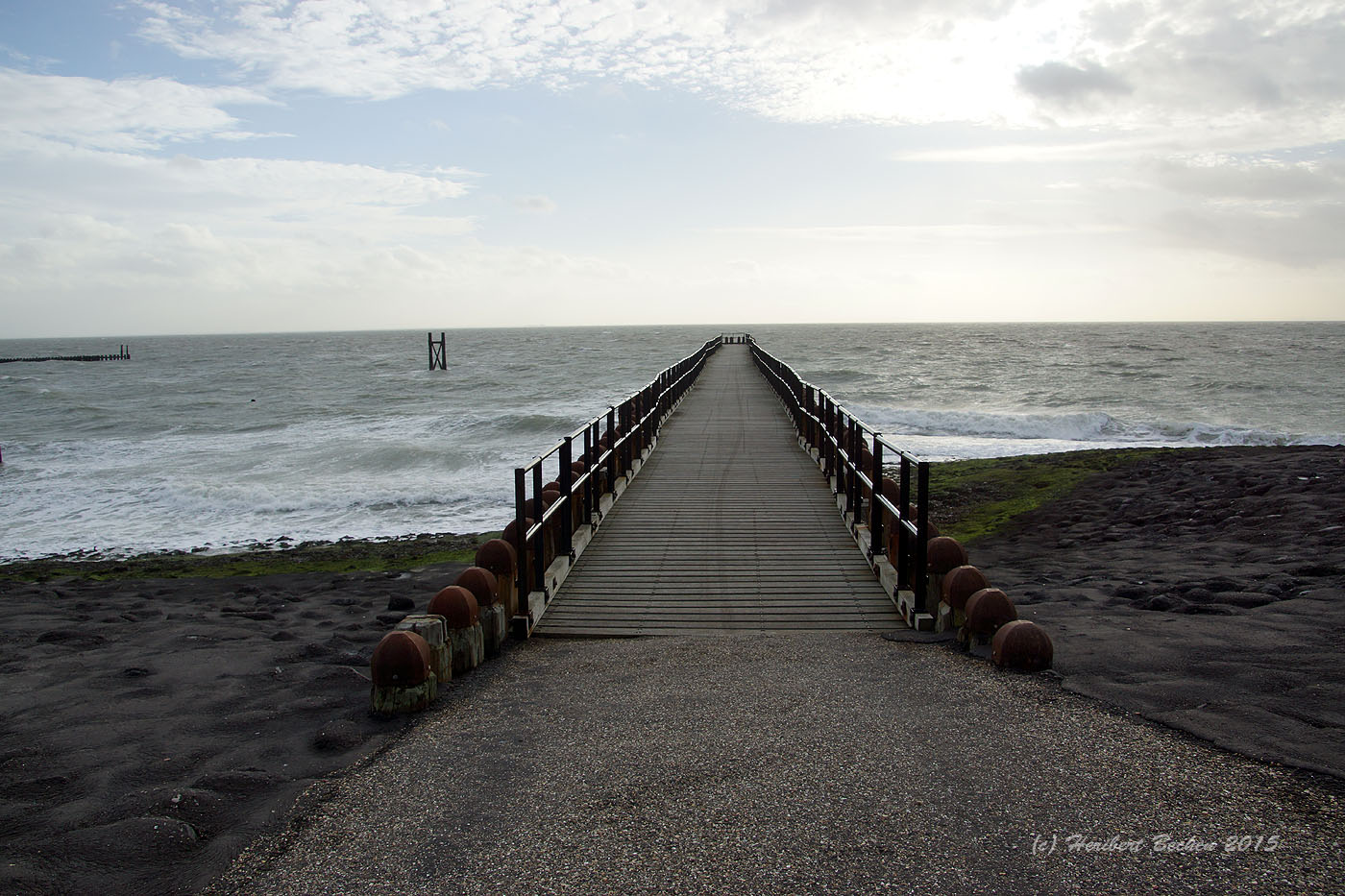
Het zuiderhoofd, gezien vanaf de landkant.

Het Zuiderhoofd (Zeeuws: 'T Groôt 'oôd) is een paalhoofd in zee aan de Westkappelse Zeedijk bij Westkapelle in de Nederlandse provincie Zeeland. Het Zuiderhoofd op de tegenwoordige plek is gebouwd in 1906/1907. 

## Geschiedenis
Voordat dit paalhoofd werd gebouwd, waren er al enkele paalhoofden op deze locatie. Op de nauwkeurige landmeetkundige kaart van de gebroeders Hattinga uit 1754 staat op de plek waar de 'Hoge duinen aan de zuidkant van de dijk beginnen een in zuidwaartse richting gebouwd paalhoofd met de naam Cassiershoofd.
Op de eerste kadastrale kaart van Westkapelle uit 1818 staat het Cassiershoofd in zuidwestelijke richting met halverwege een zuidwaartse uitbreiding, zodat de vorm van een Y is ontstaan. Dit Y-vormige paalhoofd staat ook aangegeven op een kaart uit 1828. In maart 1861 wordt de verlenging van het paalhoofd aanbesteed. Dit was van eiken gemaakt en was begin 20e eeuw helemaal verrot door vermoedelijk paalworm. In 1906 wordt er een nieuw paalhoofd gebouwd met een heimachine vanaf het water. De lokale dijkwerkers van Westkapelle waren hier niet blij mee, aangezien zij dit als broodroof zagen. Alle koppen van dit nieuwe paalhoofd werden afgedekt met een gietijzeren kap. Dit paalhoofd was wel aanzienlijk smaller dan de oorspronkelijke. Het plankier was 2,80 meter breed tussen de palenrijen, wel weer op een hoogte van 1,70 meter boven het gemiddelde hoogwaterpeil. Door de aanwezige steenstort in en rond het ouwe Plankiershoofd kon dit nieuwe paalhoofd niet op de zelfde plek worden gebouwd maar moest het een aantal meters zuidelijker gebouwd worden.
In de Tweede Wereldoorlog is er veel schade aan het paalhoofd ontstaan. Na de oorlog is het door een aannemer van buiten Westkapelle hersteld. Het plankier werd na de oorlog niet meer aangebracht. In oktober 1958 verdronk de vijftienjarige Christiaan Joziasse uit Westkapelle, toen hij door een golf van het paalhoofd werd geslagen. In de jaren '80 werd er pas voor de veiligheid een reling aangebracht. In 2011 werd het paalhoofd hersteld en kwam het plankier weer terug. Aannemer De Klerk uit Wèrkendam heeft dit bewerkstelligt.

## Lied
Het Zuiderhoofd inspireerde Krijn Faasse tot het volgende lied:

### Zeeuws
Dih komme 'k waarachtig
In 't jaer twêêentachtig
In 't zuu'en een keer over d'n diek
Toen viel toch m’n ôôge
En ’t bleef amper drôôge
Op ies, dih ‘k mee vreugde nih kiek'
Wan 't Grôôt 'ôôd is emaekt moe je wete
't Is nog mooier a ’t ooit ei ewist
Iederêên ken toet ’t ênde noe lôôpe
En dat eh me toch jaeren emist

### Nederlandse vertaling
Daar kom ik waarachtig
In het jaar tweeëntachtig
In het zuiden een keer over de dijk
Toen viel toch mijn oog
En het bleef amper droog
Op iets, daar ik met vreugde naar kijk
Want het Grôôt 'ôôd is gemaakt moet je weten
Het is nog mooier dan het ooit is geweest
Iedereen kan tot het einde nu lopen
En dat hebben we toch jaren gemist

## Afbeeldingen

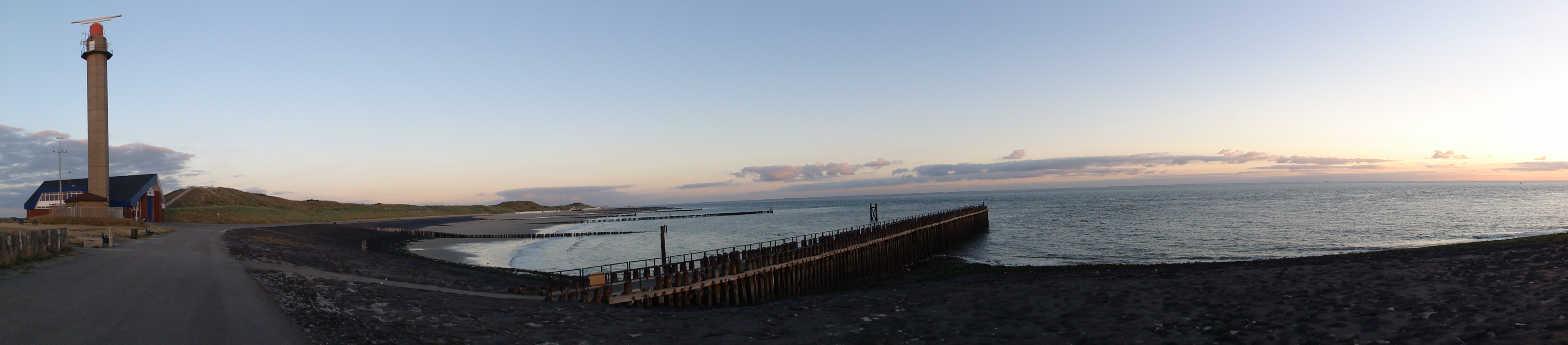
Het Zuiderhoofd in panorama.